# Лзна
Лзна (Алзна) (рус. Лзна, Алзна) река је на западу европског дела Руске Федерације. Протиче преко централних делова Псковске области, односно преко територије Порховског и Псковског рејона. Лева је притока реке Черјохе (притока Великаје), те део басена реке Нарве, односно Финског залива Балтичког мора.
Укупна дужина водотока је 42 km, а површина сливног подручја 124 km². У Черјоху се улива на 42. километру њеног тока узводно од ушћа.
Најважнија притока је река Ракитинка (дужина тока 12 km) коју прима са десне стране на свом 27. километру узводно од ушћа.